# Новое Камкино
Но́вое Ка́мкино (тат. Яңа Камка, Мәүләшә) — деревня в Алькеевском районе Республики Татарстан, в составе Старокамкинского сельского поселения.

## География
Деревня находится в Западном Закамье на правом притоке реки Малый Черемшан, в 12 км к востоку от районного центра, села Базарные Матаки. Высота над уровнем моря — 109 м.

## История
В «Списке населенных мест по сведениям 1859 года», изданном в 1866 году, населённый пункт упомянут как казённая деревня Камкино (Новая Меляша) 2-го стана Спасского уезда Казанской губернии. Располагалась при речке Меляше, по левую сторону коммерческого Самарского тракта, в 52 верстах от уездного города Спасска и в 10 верстах от становой квартиры в казённой деревне Базарные Матаки. В деревне в 76 дворах жили 525 человек (256 мужчин и 269 женщин). Была мечеть.

## Население
Динамика
По данным переписей, население деревни увеличивалось с 80 душ мужского пола в 1782 году до 798 человек в 1920 году. В последующие годы численность населения деревни уменьшалась и в 2015 году составила 12 человек.
Национальный состав
Согласно результатам переписи 2002 года, в национальной структуре населения села татары составляли 96% из 23 человек.

## Инфраструктура
В селе 1 улица.